# Omicron1 Eridani
Pour les articles homonymes, voir Omicron.
Désignations
Omicron1 Eridani, également nommée Beid, est une étoile variable de quatrième magnitude de la constellation de l'Éridan. D'après la mesure de sa parallaxe annuelle par le satellite Hipparcos, elle est située à environ 122 années-lumière de la Terre.

## Propriétés
Omicron1 Eridani est une géante jaune-blanc de type spectral F0III avec une température de surface de 7 100 K et une luminosité 28 fois plus forte que celle du Soleil. En 1971, on a découvert que c'était une étoile variable de type Delta Scuti, dont la luminosité varie entre les magnitudes 4,00 et 4,05 sur des périodes de 1,96 et 3,10 heures.

## Nomenclature
Le nom propre de Beid a été officialisé par l'Union astronomique internationale le 12 septembre 2016. Il tire son nom de l’œuf (Beid en arabe), proche de sa coquille, qui est le nom de l'étoile voisine (Keid en arabe).
En chinois, 九州殊口 (Jiǔ Zhōu Shū Kǒu), signifiant Interprètes de neuf dialectes, fait référence à un astérisme constitué de ο1 Eridani, 39 Eridani, ξ Eridani, ν Eridani, 56 Eridani et 55 Eridani. Par conséquent, ο1 Eridani elle-même est appelée 九州殊口二 (Jiǔ Zhōu Shū Kǒu èr, la seconde étoile des interprètes de neuf dialectes).